# Elaphoidella tenuicaudis
Elaphoidella tenuicaudis är en kräftdjursart som först beskrevs av Herrick 1884.  Elaphoidella tenuicaudis ingår i släktet Elaphoidella och familjen Canthocamptidae. Inga underarter finns listade i Catalogue of Life.